# Pissy-Pôville
Pissy-Pôville és un municipi francès situat al departament del Sena Marítim i a la regió de Normandia. L'any 2007 tenia 1.285 habitants.

## Demografia

### Població
El 2007 la població de fet de Pissy-Pôville era de 1.285 persones. Hi havia 459 famílies de les quals 64 eren unipersonals (24 homes vivint sols i 40 dones vivint soles), 152 parelles sense fills, 219 parelles amb fills i 24 famílies monoparentals amb fills.
La població ha evolucionat segons el següent gràfic:
Habitants censats

### Habitatges
El 2007 hi havia 487 habitatges, 466 eren l'habitatge principal de la família, 8 eren segones residències i 14 estaven desocupats. 470 eren cases i 14 eren apartaments. Dels 466 habitatges principals, 376 estaven ocupats pels seus propietaris, 80 estaven llogats i ocupats pels llogaters i 10 estaven cedits a títol gratuït; 1 tenia una cambra, 8 en tenien dues, 41 en tenien tres, 109 en tenien quatre i 307 en tenien cinc o més. 410 habitatges disposaven pel capbaix d'una plaça de pàrquing. A 162 habitatges hi havia un automòbil i a 294 n'hi havia dos o més.

### Piràmide de població
La piràmide de població per edats i sexe el 2009 era:
| Homes | Edats   | Dones |
| ----- | ------- | ----- |
| 0     | 95 o +  | 0     |
| 0     | 90 a 94 | 0     |
| 4     | 85 a 89 | 8     |
| 4     | 80 a 84 | 0     |
| 16    | 75 a 79 | 16    |
| 32    | 70 a 74 | 16    |
| 20    | 65 a 69 | 40    |
| 28    | 60 a 64 | 12    |
| 20    | 55 a 59 | 36    |
| 56    | 50 a 54 | 64    |
| 56    | 45 a 49 | 36    |
| 76    | 40 a 44 | 72    |
| 64    | 35 a 39 | 64    |
| 24    | 30 a 34 | 28    |
| 12    | 25 a 29 | 16    |
| 12    | 20 a 24 | 32    |
| 88    | 15 a 19 | 44    |
| 56    | 10 a 14 | 56    |
| 68    | 5 a 9   | 40    |
| 24    | 0 a 4   | 36    |

## Economia
El 2007 la població en edat de treballar era de 877 persones, 643 eren actives i 234 eren inactives. De les 643 persones actives 607 estaven ocupades (319 homes i 288 dones) i 36 estaven aturades (14 homes i 22 dones). De les 234 persones inactives 83 estaven jubilades, 99 estaven estudiant i 52 estaven classificades com a «altres inactius».

### Ingressos
El 2009 a Pissy-Pôville hi havia 461 unitats fiscals que integraven 1.293 persones, la mediana anual d'ingressos fiscals per persona era de 21.827 €.

### Activitats econòmiques
Dels 35 establiments que hi havia el 2007, 1 era d'una empresa alimentària, 1 d'una empresa de fabricació de material elèctric, 2 d'empreses de fabricació d'altres productes industrials, 8 d'empreses de construcció, 13 d'empreses de comerç i reparació d'automòbils, 1 d'una empresa d'informació i comunicació, 1 d'una empresa immobiliària, 4 d'empreses de serveis, 1 d'una entitat de l'administració pública i 3 d'empreses classificades com a «altres activitats de serveis».
Dels 9 establiments de servei als particulars que hi havia el 2009, 1 era un taller de reparació d'automòbils i de material agrícola, 1 guixaire pintor, 6 fusteries i 1 electricista.
Dels 3 establiments comercials que hi havia el 2009, 1 era una botiga de menys de 120 m², 1 una botiga de mobles i 1 una joieria.
L'any 2000 a Pissy-Pôville hi havia 23 explotacions agrícoles que ocupaven un total de 720 hectàrees.

## Equipaments sanitaris i escolars
El 2009 hi havia una escola elemental.

## Poblacions més properes
El següent diagrama mostra les poblacions més properes.